# Hypena fijiensis
Hypena fijiensis là một loài bướm đêm trong họ Erebidae.